# Kup Hrvatske (pallanuoto maschile)
La Kup Hrvatske, o Kup RH (italiano: Coppa di Croazia), è la coppa nazionale di pallanuoto maschile croata. La competizione viene organizzata annualmente dalla Federazione pallanuotistica della Croazia.
Il trofeo si svolge dal 1992 e viene conteso dalle squadre di Prva Liga tramite gare ad eliminazione diretta.

## Albo d'oro
- 1992-1993:  Mladost
- 1993-1994:  Mladost
- 1994-1995:  Jug Dubrovnik
- 1995-1996:  Primorje
- 1996-1997:  Jug Dubrovnik
- 1997-1998:  Mladost
- 1998-1999:  Mladost
- 1999-2000:  POŠK
- 2000-2001:  Jug Dubrovnik
- 2001-2002:  Mladost
- 2002-2003:  Jug Dubrovnik
- 2003-2004:  Jug Dubrovnik
- 2004-2005:  Jug Dubrovnik
- 2005-2006:  Mladost

- 2006-2007:  Jug Dubrovnik
- 2007-2008:  Jug Dubrovnik
- 2008-2009:  Jug Dubrovnik
- 2009-2010:  Jug Dubrovnik
- 2010-2011:  Mladost
- 2011-2012:  Mladost
- 2012-2013:  Primorje
- 2013-2014:  Primorje
- 2014-2015:  Primorje
- 2015-2016:  Jug Dubrovnik
- 2016-2017:  Jug Dubrovnik
- 2017-2018:  Jug Dubrovnik
- 2018-2019:  Jug Dubrovnik
- 2019-2020:  Mladost

- 2020-2021:  Mladost
- 2021-2022:  Jadran Spalato
- 2022-2023:  Jug Dubrovnik
- 2023-2024:  Jug Dubrovnik
- 2024-2025:  Jug Dubrovnik

## Vittorie per squadra
| Pos. | Squadra        | Vittorie |
| ---- | -------------- | -------- |
| 1    | Jug Dubrovnik  | 17       |
| 2    | Mladost        | 10       |
| 3    | Primorje       | 4        |
| 4    | POŠK           | 1        |
| 4    | Jadran Spalato | 1        |